# SimCity 4: Rush Hour
SimCity 4: Rush Hour is een uitbreiding op het computerspel SimCity 4 van Electronic Arts.
Met dit uitbreidingspakket worden enkele opties toegevoegd aan dit computerspel. Zo zijn er een aantal nieuwe vervoermiddelen waarmee de virtuele inwoners van de stad kunnen reizen en zijn er een aantal nieuwe gebouwen beschikbaar. Van de muziek zijn niet alleen bestaande nummers voor het spel gebruikt van de vorige uitgave SimCity 4, er zijn ook nieuwe nummers gecomponeerd voor het spel. SimCity 4: Rush Hour werkt alleen in combinatie met SimCity 4.
In SimCity 4: Deluxe Edition is de uitbreiding inbegrepen.

## U-Drive-It
U-Drive-It (Jij-Bestuurt-Het) is een nieuwe uitbreiding in Rush Hour. Het is een functie waarmee de speler controle neemt over auto's, vliegtuigen, boten en andere voertuigen en ermee rondrijdt in de stad. Er zijn twee soorten modus: Scenario, waarbij de speler een beperkte tijd heeft om geld of prijzen te winnen, en Free Drive, waarbij de speler vrij door de stad kan rijden.
Wanneer het voertuig een te grote schade oploopt (door op een ander voertuig in te rijden of in het water terecht te komen), dan zal het in brand vliegen en vervolgens ontploffen. Sommige voertuigen hebben individuele kenmerken, zoals een sirene op politiewagens of kunnen met munitie delen van de stad vernietigen, zoals tanks, helikopters en straaljagers. Ook kunnen sommige boten een visnet uitwerpen of andere boten op sleeptouw nemen.

## Muziek
De originele muziek werd niet alleen gecomponeerd door Jerry Martin maar ook door andere mensen. Er werd ook een soundtrackalbum uitgebracht van het spel. De muziek is ook te downloaden via iTunes.

### Nummers
- Sommige nummers zijn soms anders vermeld of heeft een andere naam.

| Nr. | Titel                       | Artiest(en)         | Duur | Mode       | Nummer gebruikt in               |
| --- | --------------------------- | ------------------- | ---- | ---------- | -------------------------------- |
| *1  | Above the Clouds\From Above | Jerry Martin        | 3:59 | God Mode   | SimCity 4 & SimCity 4: Rush Hour |
| *2  | Shape Shifter\The Creator   | Jerry Martin        | 7:37 | God Mode   | SimCity 4 & SimCity 4: Rush Hour |
| 3   | Terrain                     | The Humble Brothers | 5:35 | God Mode   | SimCity 4 & SimCity 4: Rush Hour |
| 4   | Without Form                | Jerry Martin        | 6:30 | God Mode   | SimCity 4 & SimCity 4: Rush Hour |
| 5   | Taking Shape                | Bob Marshall        | 4:25 | God Mode   | SimCity 4 & SimCity 4: Rush Hour |
| 6   | Primordial Dream            | Michael Land        | 5:23 | God Mode   | SimCity 4 & SimCity 4: Rush Hour |
| 7   | Parallel View               | Kirk Casey          | 5:31 | God Mode   | SimCity 4 & SimCity 4: Rush Hour |
| 8   | Dig Deep                    | Jerry Martin        | 5:56 | God Mode   | SimCity 4: Rush Hour             |
| 9   | Arctica                     | The Humble Brothers | 5:10 | God Mode   | SimCity 4: Rush Hour             |
| *10 | Area 52\Bombay              | Jerry Martin        | 7:32 | God Mode   | SimCity 4: Rush Hour             |
| 11  | Rush Hour                   | Jerry Martin        | 5:26 | Mayor Mode | SimCity 4 & SimCity 4: Rush Hour |
| 12  | By the Bay                  | Jerry Martin        | 6:05 | Mayor Mode | SimCity 4 & SimCity 4: Rush Hour |
| 13  | The New Hood                | Jerry Martin        | 5:18 | Mayor Mode | SimCity 4 & SimCity 4: Rush Hour |
| 14  | No Gridlock                 | Jerry Martin        | 7:52 | Mayor Mode | SimCity 4 & SimCity 4: Rush Hour |
| 15  | Re-Development              | Jerry Martin        | 5:09 | Mayor Mode | SimCity 4 & SimCity 4: Rush Hour |
| *16 | Bohemian Street Jam\Simmin  | Jerry Martin        | 5:39 | Mayor Mode | SimCity 4 & SimCity 4: Rush Hour |
| 17  | Urban Underground           | Anna Karney         | 5:05 | Mayor Mode | SimCity 4 & SimCity 4: Rush Hour |
| 18  | Street Sweeper              | Marc Russo          | 5:01 | Mayor Mode | SimCity 4 & SimCity 4: Rush Hour |
| 19  | Crosswalk Talk              | Onbekend            | 5:06 | Mayor Mode | SimCity 4 & SimCity 4: Rush Hour |
| 20  | Tarrmack                    | Kirk Casey          | 5:33 | Mayor Mode | SimCity 4 & SimCity 4: Rush Hour |
| 21  | Night Owl                   | Kirk Casey          | 5:20 | Mayor Mode | SimCity 4 & SimCity 4: Rush Hour |
| *22 | EpiCenter\Epicentre         | The Humble Brothers | 6:35 | Mayor Mode | SimCity 4 & SimCity 4: Rush Hour |
| *23 | Gritty City\Rockin Down     | Walt Szalva         | 5:32 | Mayor Mode | SimCity 4 & SimCity 4: Rush Hour |
| 24  | Zone System                 | Kent Jolly          | 3:35 | Mayor Mode | SimCity 4 & SimCity 4: Rush Hour |
| 25  | Transit Angst               | Robi Kauker         | 4:41 | Mayor Mode | SimCity 4 & SimCity 4: Rush Hour |
| 26  | Landfill                    | Marc Russo          | 5:19 | Mayor Mode | SimCity 4 & SimCity 4: Rush Hour |
| 27  | Oasis                       | The Humble Brothers | 6:08 | Mayor Mode | SimCity 4 & SimCity 4: Rush Hour |
| 28  | Bumper to Bumper            | Jerry Martin        | 7:06 | Mayor Mode | SimCity 4: Rush Hour             |
| 29  | Floating Population         | Walt Szalva         | 5:14 | Mayor Mode | SimCity 4: Rush Hour             |
| 30  | The Morning Commute         | Jerry Martin        | 4:47 | Mayor Mode | SimCity 4: Rush Hour             |
| 31  | Wheels of Progress          | Andy Brick          | 6:01 | Mayor Mode | SimCity 4: Rush Hour             |
| 32  | Deserted                    | Andy Brick          | 5:12 | Mayor Mode | SimCity 4: Rush Hour             |
| 33  | Metropolis                  | The Humble Brothers | 5:06 | Mayor Mode | SimCity 4: Rush Hour             |
| *34 | ElectriCITY\ElectriCity     | The Humble Brothers | 5:13 | Mayor Mode | SimCity 4: Rush Hour             |
| 35  | Chain Reaction              | Edwin Dolinski      | 6:19 | Mayor Mode | SimCity 4: Rush Hour             |